# Западно Поморавље
Западно Поморавље је географска област која обухвата долину Западне Мораве и шири простор у сливу те реке. Део је Перипанонске Србије и Панонског басена.

## Границе
У ужем смислу Западно Поморавље обухвата долину Западне Мораве, као што је Велико Поморавље у источном делу Перпипанонске Србије ограничено на долину Велике Мораве. Међутим, у ширем смислу припадају му и долине Ђетиње, Скрапежа и доње Моравице (извире испод Голије). У ширем смислу обухвата и косјерићки, ужички и александровачки крај, односно цијели слив Западне Мораве, као што Јужно Поморавље обухвата слив Јужне Мораве.
Западном Поморављу, поред поменутих река, припада слив Скапежа (то јест Косјерићки крaj) на сјеверозападној страни и слив Расине и Пепељуше (крај Расина и Жупа) на југоистоку. Према томе, Западном Поморављу одговара упореднички крај почев од Ужица на западу до Сталаћа на истоку. Тачка спајања према Шумадијском крају Гружи није оштра, јер ријека Гружа притиче Западној Морави, те земљиште око њеног доњег тока улази у састав Западног Поморавља. Слично је са границом према доњем Ибру, који, такође притиче Западној Морави, али чија долина са суседним Копаоником чини посебан Ибарско–копаонички крај (дио Планинско–котлинске области). Средњи дио Западног Поморавља повезан је са Шумадијом планином Котлеником, а планином Јелицом од Старовлашко–рашког краја, односно Драгачева. Планине Троглав, Столови и Гоч одвајају Западно Поморавље од Ибарско–копаоничког краја, а развође на Јастрепцу одваја крај у сливу западноморавске десне притоке Расине од јужноморавског краја Топлице.

## Површина
Површина Западног Поморавља у ширем смислу са Ужичким и Александровачким крајем износи 3787 кm², а са сливом Скрапежа, односно Косјерићким крајем укупно 5233 кm².

## Рељеф
Долина Западне Мораве је композитна, полигенетска и полифазна. Она је тектонски предиспонирана а њене котлине (Пожешка, Чачанско-краљевачка, Врњачка и Крушевачка котлина) биле су током неогена испуњене језерима. Језерима је претходио упореднички издужени западноморавски залив Паратетиса. Ова језера су се са својим отокамама одводњала ка истоку сагласно садашњем одводњавању регије. Палеоабразионе форме ретко су и слабо очуване (само у чврстим стенама), а испод некадашњих високих цетралних котлинских равни облици су речно-денудациони. Морфолошке одлике ове регије су долине, котлине, језерске и ријечне површи у виду тераса, као и палеовулкански рељеф. Највећа котлина у долини Западне Мораве је Чачанско-краљевачка. Она је упореднички издужена  око 40 кm. Највећа и најпознатија клисура је Овчарско–кабларска клисура  која представља домну епигенију. Као таква, она има реперни морфохидрогенетски значај. Дугачка је 15 кm, дубока, са уклештеним меандрима и антецедентна. Пробијањем клисуре, Западна Морава је разбила првобитно јединствену масу Овчара и Каблара.
Крашки рељеф заступљен је у Пониквама. Поникве је микрорегија између Дрине, Ђетиње и Раче а име је добила по вртачама, површинском крашком облику рељефа који се тако назива у овом крају. У Овчарско-кабларској клисури има више пећина. Једна од њих је Кађеница.
У долини Западне Мораве било је више урниских појава. Урниси су неколико пута преграђивали ток Западне Мораве код Овчар бање.

### Планине
Западно Поморавље је оивчено нижим планинама, Котлеником (748м) (са палеовулканским купама), Гочем (1124м) над Врњачком бањом, Јелицом (929м) која је најистуренија динарска планина ка истоку и Столовима (1375м) са највишом тачком у регији. Над Западном Моравом дижу се Овчар (985м) и Каблар (885м). Позната је и планина Вујан (857м).

## Клима
Клима има панонска обележја. Умереноконтинентална клима овог краја разликује се од климе Шумадије, јер је Западно Поморавље према југу најудаљенији крај од Панонске низије и најближи утицајима суседних виших планина.

## Хидролошке одлике
Западна Морава (295км), Ђетиња (74км), Скрапеж, Расина (83км), Пепељуша (45км), Дичина, Голијска Моравица.

## Педолошка грађа
Слична је структури у Великом Поморављу, око корита Западне Мораве јављају се рецентни ријечни наноси, а рјеђе мочварна тла. Северно од ријеке су смионице, ранкери, кисела смеђа и параподзоласта тла на силикатима. Са обије стране доњег Ибра су параподзоласта тла. У Расини заступљене гајњаче и параподзоласте гајњаче.

## Биљни покривач
Исте карактеристике као и Велико Поморавље. Некада била под густим шумама.

## Привреда
Долина Западне Мораве је економски најразвијенија долина све три Мораве. Уз долину Ибра има огромне могућности за производњу електричне енергије, а њено наводњавање помаже већ јако плодну регију. Западно Поморавље је пољопривредно–индустријски крај са јаче развијеном земљорадњом и воћарством у котлинама и разноврсном индустријом у градовима. У долинама ријека преовлађује земљорадња, док у градовима индустрија. Равни око ријека су под кукурузом и поврћем а тересе и побрђе су под пшеницом и воћем.

## Саобраћај
Кроз долину Западне Мораве параленло пролазе значајне друмске магистрале и жељезничке пруге. Жељезничка пруга Београд-Ниш води од Сталаћа, преко Крушевца, Краљева, Чачка, Пожеге до Ужица. Друмски саобраћај чине магистрални пут Е761 на правцу Појате—Чачак, у источном дијелу Чачанско-Краљевачке котлине је транзитни правац Краљево—Приштина—Скопље, који повезује Западноморасавску долину са Косовом и Метохијом, као и Вардарском долином. Државни пут Ⅰ Б реда 24 повезује Краљево и Крагујевац и иде до Баточине, односно коридора 10. Регионални пут 182 повезује Чачак, односно Мрчајевце са Крагујевцем. Друмски саобраћајни правац код Чачка припада будућој саобраћајници М22.
Код Чачка, Краљева, Трстеника и Крушевца се налазе и привредни аеродроми.
а код Лађеваца будући међународни путнички аеродром "Морава" 

### Туризам
Западно Поморавље представља и једну од најпосјећенијих туристичких дестинација у Србији. 
Ближа и даља летовалишта и зимовалишта су на Гочу, Руднику, Тари и Златибору.
Ловишта Јелова гора и Забучје.
Бање: Врњачка бања, Матарушка бања, Богутовачка бања, Овчар бања. Горња Трепча
Манастири: Љубостиња, Жича, Никоље, Наупара, Овчарско-кабларски манастири.

#### Манифестације
Неке од туристичких манисфестација су:
- Дисово пролеће, посвећена пјеснику Владиславу Петковићу Дису у организацији Градске библиотеке Владислав Петковић Дис у Чачку, одржава се од 1964. године. Дисова награда се додељује за најбољу књигу поезије. Истовремно додјељује се награда за младе пјеснике, за есеј о Дису и за поезију и прозу ученицима основних и средњих школа са подручја Моравичког округа.
- Сабор фрулаша Србије „Ој Мораво”, етнографског типа у Прислоници код Чачка
- Смотра народног стваралаштва дјеце Србије етнографског типа, у селу Ратини, код Краљева, која се организује од 1975. године.
- Жички духовни сабор – Преображење, одржава се се од 1992. године
- Нарцису у походе, спортско рекреативна манифестација, која се прославља од од 1955.
- Јефимијини дани, у част монахиње Јефимије, прославља се од 1975, одржава се крајем јуна у манастиру Љубостиња
- Жупска берба, привредна манифестација у општини Александровац, одржава почетком септембра, од 1963.
- Беловодска розета, посвећена самоуким вајарима, од 1975. у насељу Беле Воде код Крушевца
- Фестивал хумора и сатире ''Златна кацига'', међународни фестивал хумора и сатире, основана је 1993, има активности током целе године, а завршни програм одржава се 1. априла, на светски Дан шале у Крушевцу
- „Видовданске свечаности“, политичко-историјска манифестација, са завршном приредбом 28. јуна, одржава се од 1950-их година 20. века у Крушевцу
- Сабор народног стваралаштва „Падешки каденац“ је етнографска манифестација регионалног карактера, која се одржава од 1975. у мјесној заједници Падеж у Крушевцу
- Берза бањи и климатских места Србије је највећа пољопривредно туристичка манифестација из области бања одржава се од 1990. године
- Врњачки карневал међународна забавно-туристичка манифестација у Врњачкој бањи, од 2005. године, одржава се прве недеље јула
- Фестивал филмског сценарија, умјетничка манифестација, која се одржава од 1974. године у Врњачкој бањи, средином августа
- Весели спуст, туристичко-забавна и спортско-рекреативна манифестација, спуст ријеком Ибар, одржава се од 1989. године, у организацији ТО општине Краљево
- Врњачке културне свечаности, туристичка манифестација локалног карактера одржава се од 1973. године од Видовдана до октобра као допунски садржај намијењен бањским корисницима
- Купусијада, туристичко-привредна манифестација од 2003. године, на којој се појединци, екипе, угоститељи и мјештани Мрчајеваца такмиче у кувању купуса за златни, сребрни и бронзани лонац[6]
- Плодови Западног Поморавља, привредно туристичка манифестација од 2007, у Заблаћу, које одржава удружење повртара.[7]

## Градови и општине
Западно Поморавље обухвата 3 града (Чачак, Крушевац и Краљево) и 4 општине (Врњачка Бања, Трстеник, Александровац и Пожега).
Најважнији градови су: Крушевац, Краљево, Чачак, Пожега, Трстеник, Ужице, Косјерић, Александровац, Брус, Горњи Милановац (шумадијско–западноморавски град).